# Aeropuerto Internacional José Ezequiel Hall
El Aeropuerto Internacional José Ezequiel Hall (anteriormente conocido como Aeropuerto Internacional de Bocas del Toro Isla Colón) (IATA: BOC, OACI: MPBO) es un aeropuerto público ubicado a 0,5 km al noroeste del centro de la ciudad de Bocas del Toro, en la provincia de Bocas del Toro, Panamá. El aeropuerto tiene una sola pista sin calle de rodaje. Existe una pequeña terminal en el extremo este de la pista de aterrizaje. Las llegadas internacionales deben pasar por la aduana de Panamá en el aeropuerto.
El aeropuerto tiene torre de control y luces de pista. La pista está alineada en dirección este-oeste con los números de cabecera 08/26. La pista mide 1,500 m × 26 m. No hay delantal o vuelco en el extremo oeste de la pista. El aeropuerto sólo tiene capacidad para aviones más pequeños y la pista está limitada a las aeronaves bajo 12,000 kg.

## Aerolíneas y destinos

### Destinos nacionales
| Ciudades         | Nombre del aeropuerto                       | Aerolíneas | Aeronaves | Frecuencias por semana |
| ---------------- | ------------------------------------------- | ---------- | --------- | ---------------------- |
| Ciudad de Panamá | Aeropuerto Internacional Marcos A. Gelabert | Air Panama | Fokker 50 | 21                     |

### Destinos internacionales
| Ciudades | Nombre del aeropuerto                    | Aerolíneas               | Aeronaves                 | Frecuencias por semana |
| -------- | ---------------------------------------- | ------------------------ | ------------------------- | ---------------------- |
| San José | Aeropuerto Internacional Juan Santamaría | Costa Rica Green Airways | Cessna 208B Grand Caravan | 3                      |
| San José | Aeropuerto Internacional Juan Santamaría | SANSA                    | Cessna 208B Grand Caravan | 2                      |

## Cambio de nombre
Las autoridades locales propusieron el cambio de nombre al aeropuerto en honor al insigne piloto de la aviación bocatoreña, José Ezequiel Hall, nacido en Isla Colón. El cambio fue aprobado por medio de la Ley 11 del 14 de marzo de 2017 de la Asamblea Nacional, siendo acatado por la Autoridad Aeronáutica Civil de Panamá.

## Accidentes e incidentes

#### Todos los accidentes e incidentes ocurridos en el aeropuerto y sus alrededores son de aviones de la compañía Air Panama.
- El 29 de diciembre de 2002, a las 16:06 EST, el ATC perdió contacto con un Britten-Norman Islander de PARSA (matrícula HP-1016PS) durante un vuelo de ferry vacío de Bocas del Toro a Ciudad de Panamá, mientras la aeronave sobrevolaba el mar Caribe. La aeronave y su piloto nunca fueron encontrados.[4]

- El 1 de junio de 2006, a las 07:55 EST, un British Aerospace Jetstream (matrícula HP-1477PST) derrapó y se salió de la pista al aterrizar en la pista 08 bajo una intensa lluvia en el Aeropuerto Internacional "Isla Colón" de Bocas del Toro, tras un vuelo regular desde Ciudad de Panamá. La aeronave sufrió daños considerables. Los 16 pasajeros y dos tripulantes evacuaron la aeronave sin sufrir lesiones. El avión fue dado de baja.[5]

- El 16 de mayo de 2025 un Fokker 50 de Air Panama, matrícula HP-1899PST que realizaba el vuelo 7P-982 desde Ciudad de Panamá a Bocas del Toro (Panamá) con 3 tripulantes y 35 pasajeros se salió de la pista 27 del Aeropuerto Internacional de Bocas Del Toro "Isla Colón" tras aterrizar a las 22:01 (EST). Unos segundos después de salir por el lado derecho de la pista 27, el avión se paró al chocar con vegetación a unos 1000 metros del inicio de la pista. No hubo heridos. El avión tuvo daños que después fueron reparados. La Autoridad Aeronáutica Civil de Panamá ha iniciado una investigación sobre el accidente.[6]

| Vuelo | Ocupantes | Fallecidos | Heridos |
| ----- | --------- | ---------- | ------- |
| N/D   | 1         | 1          | 0       |
| N/D   | 18        | 0          | 0       |
| 982   | 38        | 0          | 0       |